# Курт Янке (розвідник)
Курт Альберт Янке (нім. Kurt Jahnke; нар. 17 лютого 1882 — пом. 1950) — американець німецького походження, німецький розвідник та диверсант, активний під час Першої світової та Другої світової війн.

## Життєпис
Янке народився в місті Гнезно, звідти емігрував до США в 1899 році. Набув американського громадянства і служив у Корпусі морської піхоти США у Філіппінах.
Незадовго до початку Першої світової війни генеральний консул Німеччини в Сан-Франциско, Франц Бопп, завербував Янке як агента. За завданням німецького командування військово-морського флоту Німеччини Янке провів на західному узбережжі США кілька розвідувальних операцій і акцій саботажу, покликаних завадити США, в той час нейтральній державі, надавати підтримку Антанті зброєю й боєприпасами. Він і його помічник Лотар Вітцке були відповідальні за вибух боєприпасів у березні 1917 року на території верфі Маре Айленд ВМС США в Сан-Франциско, «ймовірно» на них лежить також відповідальність за вибух боєприпасів у Чорному Томі в Джерсі-Сіті, штат Нью-Джерсі, вони також підозрюються в інших вибухах і розпалюванні трудових страйків. Зокрема, спираючись на американських ірландців, які прагнули підірвати військову міць Великої Британії в своїй боротьбі за незалежність Ірландії, Янке організував акції саботажу на британських торгових і транспортних суднах. У цьому ж ключі він намагався спровокувати страйки серед робітників військових підприємств та серед докерів, що виразилося в страйках у портах в 1916 році.
Після вступу США у війну 6 квітня 1917 року, Янке і Вітцке перенесли свою діяльність до Мехіко. Відповідно до слухань у Сенаті США, в Мехіко Янке планував домогтися вступу Мексики в війну проти Сполучених Штатів. Фінансована німцями мексиканська армія чисельністю в 45 тисяч чоловік повинна була виступити проти північного сусіда і спровокувати соціально незабезпечене негритянське населення на громадянську війну.
У 1923 році Янке як представник «чорного рейхсверу» був присутній на конференції у Людендорфа в Мюнхені за участю Гітлера, Шойбнер-Ріхтера та Штеннеса.
Після повернення до Німеччини наприкінці 1930-х років, Янке створив «Бюро Янке», по суті невелику приватну розвідувальну службу, підпорядковану Рудольфу Гессу. Звіти бюро Янке надавалися військовому міністерству, Гітлеру, Гессові, Лутце і в гестапо. 26 квітня 1940 року агентство закрилося за вказівкою Гітлера. Після перельоту Гесса в Шотландію архіви Янке були конфісковані гестапо, а він сам отримав заборону на ведення будь-якої розвідувальної діяльності. Проте, Шелленберг стверджував у своїх мемуарах, що в наступні роки Янке залучався до роботи як консультант. Пізніше СС викрили Янке як британського агента, від арешту Янке втік до Швейцарії. В кінці війни Янке з дружиною були затримані СМЕРШем. Після допитів Янке був розстріляний.